# А.Н.Ф.И. театар
А.Н.Ф.И. театар је вишедневни алтернативни позоришни фестивал, који се одржава у Краљеву почетком лета.

## Настанак и одржавање

### Оснивање и развој фестивала
А.Н.Ф.И. театар је настао лета 2014. године, у организацији аматерског позоришног удружења „Група Група“, чији је оснивач Владан Славковић. Фестивал је наследио сличан пројекат, који је одржан под називом П.Е.П.И. 2012. године, са циљем окупљања неафирсмисаних глумаца, док се сам уметнички програм изводио на улицама и трговима Краљева. Први А.Н.Ф.И. театар одигран је у малом дворишту основне школе „Четврти краљевачки батаљон“, а репертоар је садржао укупно шест представа, које су извођене у вечерњим терминима, почевши од последњег дана јуна, па до 5. јула 2014. године.
Фестивал је отворен комадом Project X, који је на сцену поставио Мајкл Дивајн, канадски професор глуме, у извођењу младих краљевачких глумаца. Полазници удружења Група Група одиграли су још три представе, Драги тата, Тест, односно Кад су цветале тикве, док су гостујући ансамбли били чланови Драмског студија Дома омладине Крагујевца, као и студенти Факултета уметности Универзитета у Приштини, са насловима Свињоград, односно Породичне приче. У оквиру пропратног садржаја фестивала, аутор Драган Босић одржао је изложбу под називом Србија, што је уједно била и тема првог фестивала, док је сваки наредни фестивал имао различит мотив.

За време трајања генералне пробе, представе чија је тема била малолетничка деликвенција, у дворишту су се појавиле специјалне полицијске јединице, мислећи да се заиста дешава насиље. Пошто смо објаснили да се ради о представи, они су отишли без и једне речи. То је значило да је за представу погођен прави амбијент и право време.

—Владан Славковић.
Група волонтера очистила је простор испред некадашње зграде „Електромонтаже“, здања у којем је некада функционисао Радио Краљева, као и шут који се налазио унутар самог објекта. На том простору одржао се део програма другог по реду фестивала, док су остале представе одигране у малом дворишту „Батаљона“. Извођачи су били гостујући ансамбли, а тема која је била заступљена тицала се разума и опстанка.
У најави наредног фестивала, у Краљеву је одржан концерт локалног инди рок бенда „Терминал 13“, као допринос прикупљању потребних средстава. Фестивал је, потом, 2016. године одржан на три локације. Поред импровизованих позорница, А.Н.Ф.И. театар је по први пут игран и на сцени Краљевачког позоришта, где су изведене представе Догвил и Црвена. Током првих година постојања, дешавале су се контроверзне ситуације, те су се тако на проби представе појавили органи реда и мира. Такође, на згради наспрам Краљевачког позоришта, био је исписан графит који се тицао оснивача фестивала, односно периода када се он налазио на месту директора те установе.
Новцем који је преостао неког трећег фестивала, обезбеђена је опрема локалном фудбалском клубу Магнохрому, који је на тај начин на својим дресовима понео лого удружења „Група Група“. У оквиру претпрограма наредног фестивала, глумци Урош Милојевић и Рифат Рифатовић извели су комад Нећу да ћутим, а публици је представљен бесплатно на Тргу Светог Саве, испред Цркве Свете Тројице и Народног музеја, 23. јуна 2017. Милојевић се, потом, по други пут представио краљевачкој публици на званичном отварању фестивала, 5. јула исте године, монодрамом Глумац сам глумац сам глумац, рађеној по мотивима Зијаха Соколовића. Одмах затим, наредног дана, изведен је комад Ноћ Хелвера, испитна представа дугогодишње чланице групе, Александре Аризановић, која је тумачила лик Кларе, док се у улози Хелвера појавио њен колега са класе, Растко Мићић. Представа Еуридика, коју су заједнички урадили Мајкл Дивајн, Владан Славковић и полазници удружења „Група Група“, пред публиком је изведена на обали Ибра, а присуство је било слободно. До краја фестивала одиграни су комади Осећај браде, Тероризам и Праћка.

### Десет година рада групе
У јесен 2017. „Група Група“ је обележила 10 година постојања, током којих је постављен већи број представа, док је неколико полазника касније уписало глумачке академије. Почетком наредне године, у оквиру претпрограма одржана је представа нових полазника, Гарави сокак, урађена према текстовима Мирослава Мике Антића. Такође, 28. фебруара исте године, премијерно је изведен комад Оливера – једно име два света, ауторско дело Владана Славковића, у ком су насловне улоге поверене Кристини Јевтовић и Светлани Миленковић. Јавности је тог дана представљен и програм петог по реду фестивала, а медијима се обратио и Бранислав Трифуновић, који је најавио представу Бетон махала. Полазници удружења „Група Група“ током прве половине 2018. године гостовали су у Београду, где су на „Дорћол плацу“ изведене представе Драги тата и Женски разговори, од којих је приход утрошен за организацију новог фестивала. Оранизатори су у најави нагласили да су, у недостатку финансијских средстава, најзначајнију помоћ добијали путем Твитера и да је фестивал наставио да се одржава уз подршку пријатеља и добровољних донација. Званични програм фестивала отворен је представом Отпор, у копродукцији Градског позоришта из Бечеја и удружења „Arteria“ из Новог Сада. Прве три представе одигране су у некадашњој згради „Електромонтаже“, док је друга половина програма изведена на сцени Краљевачког позоришта, а завеса је спуштена раније најављеном представом Бетон Махала.
Крајем исте године у Краљевачком позоришту је одржан концерт групе „Vroom“, која чини део ансамбла представа Догвил и Јами дистрикт, са темом посвећеном еротизму. Средином марта наредне године, представа Оливера – једно име два света гостовала је на позорници Академије 28. Нешто касније, исте године, на „Дорћол плацу“ је у два наврата извођена представа Како да је не убијем?, са Невеном Неранџић у главној улози. Такође, на сцени Позоришта Промена, Академије уметности у Новом Саду изведен је комад Наше место, а приход од продатих улазница прослеђен је организаторима А.Н.Ф.И. театра. Новац од одигравања представе Оливера – једно име два света, 4. јуна, уплаћен је у схвру помоћи отклањању последица од поплава, које су задесиле Краљево. У оквиру најаве фестивала, Краљеву је поново гостовала и представа Бетон махала, која је затворила прошлогодишњи фестивал. Шести по реду фестивал отворио је признати краљевачки глумац, Небојша Дугалић, 1. јула 2019, а исте вечери изведена је представа Три зиме, новосадског позоришта „Промена“. Другог дана фестивала приказана је уметничка изложба Јелене Јаћимовић, док је трећег јула одиграна представа Како ја ово сину да објасним?, у продукцији Центра Е8. Као и претходне године, по три представе изведене су у згради „Електромонтаже“ и исто толико на сцени градског позоришта. Фестивал је затворен извођењем представе Живот провинцијских плејбоја, са Александром Аризановић у једној од улога, која је у априлу те године играла дипломску представу на Академији уметности у Новом Саду. Група Група је у септембру 2019. обележила 12 година постојања.

## Програм фестивала
| #   | Година | Датум   | Ансамбл                                                      | Представа                     | Место одигравања                                         | Тема фестивала   |
| --- | ------ | ------- | ------------------------------------------------------------ | ----------------------------- | -------------------------------------------------------- | ---------------- |
| I   | 2014.  | 30. јун | Група Група                                                  |                               | Мало двориште основне школе „Четврти краљевачки батаљон“ | Србија           |
| I   | 2014.  | 1. јул  | Група Група                                                  | Драги тата                    | Мало двориште основне школе „Четврти краљевачки батаљон“ | Србија           |
| I   | 2014.  | 2. јул  | Драмски студио Дома омладине Крагујевца                      | Свињоград                     | Мало двориште основне школе „Четврти краљевачки батаљон“ | Србија           |
| I   | 2014.  | 3. јул  | Група Група                                                  | Тест                          | Мало двориште основне школе „Четврти краљевачки батаљон“ | Србија           |
| I   | 2014.  | 4. јул  | Група Група                                                  | Кад су цветале тикве          | Мало двориште основне школе „Четврти краљевачки батаљон“ | Србија           |
| I   | 2014.  | 5. јул  | Факултет уметности Универзитета у Приштини                   | Породичне приче               | Мало двориште основне школе „Четврти краљевачки батаљон“ | Србија           |
|     |        |         |                                                              |                               |                                                          |                  |
| II  | 2015.  | 27. јун | Центар Е8                                                    | Мушкарчине                    | Мало двориште основне школе „Четврти краљевачки батаљон“ | Разум и опстанак |
| II  | 2015.  | 28. јун | Академија уметности Универзитета у Новом Саду                | Ay Carmela                    | Стара зграда „Електромонтаже“                            | Разум и опстанак |
| II  | 2015.  | 29. јун | Позориште Промена                                            | III светски рат               | Стара зграда „Електромонтаже“                            | Разум и опстанак |
| II  | 2015.  | 30. јун | Ludifico teatar                                              | Живот на високој нози         | Мало двориште основне школе „Четврти краљевачки батаљон“ | Разум и опстанак |
| II  | 2015.  | 1. јул  | Културни центар Инђија                                       | Љубавник великог стила        | Мало двориште основне школе „Четврти краљевачки батаљон“ | Разум и опстанак |
| II  | 2015.  | 2. јул  | Српско народно позориште                                     | Небески одред                 | Стара зграда „Електромонтаже“                            | Разум и опстанак |
|     |        |         |                                                              |                               |                                                          |                  |
| III | 2016.  | 4. јул  | Драмски студио Дома омладине Крагујевца                      | Гребање                       | Стара зграда „Електромонтаже“                            | Људи и деца      |
| III | 2016.  | 5. јул  | Позориште Промена                                            | Сакати Били са Инишмана       | Стара зграда „Електромонтаже“                            | Људи и деца      |
| III | 2016.  | 6. јул  | Позориште за децу, Крагујевац                                | Камење                        | Мало двориште основне школе „Четврти краљевачки батаљон“ | Људи и деца      |
| III | 2016.  | 7. јул  | Миксер хаус                                                  | Догвил                        | Краљевачко позориште                                     | Људи и деца      |
| III | 2016.  | 8. јул  | Артфракција                                                  | Она                           | Стара зграда „Електромонтаже“                            | Људи и деца      |
| III | 2016.  | 9. јул  | Центар Е8                                                    | Црвена                        | Краљевачко позориште                                     | Људи и деца      |
|     |        |         |                                                              |                               |                                                          |                  |
| IV  | 2017.  | 5. јул  | Ауторски пројекат Уроша Милојевића                           | Глумац сам глумац сам глумац  | Стара зграда „Електромонтаже“                            |                  |
| IV  | 2017.  | 6. јул  | Академија уметности Универзитета у Новом Саду                | Ноћ Хелвера                   | Стара зграда „Електромонтаже“                            |                  |
| IV  | 2017.  | 7. јул  | Група Група                                                  | Еуридика                      | Обала Ибра                                               |                  |
| IV  | 2017.  | 8. јул  | Позориште Промена                                            | Осећај браде                  | Стара зграда „Електромонтаже“                            |                  |
| IV  | 2017.  | 9. јул  | Артфракција / КЦ Инђија / Позориште младих                   | Тероризам                     | Краљевачко позориште                                     |                  |
| IV  | 2017.  | 10. јул | Public P                                                     | Праћка                        | Стара зграда „Електромонтаже“                            |                  |
|     |        |         |                                                              |                               |                                                          |                  |
| V   | 2018.  | 2. јул  | Градско позориште Бечеј /                                    | Отпор                         | Стара зграда „Електромонтаже“                            |                  |
| V   | 2018.  | 3. јул  | Позориште Промена                                            | Елинг и Кјел Бјарне           | Стара зграда „Електромонтаже“                            |                  |
| V   | 2018.  | 4. јул  | Отелотворење / East West Centar Sarajevo                     | Понуда која се не одбија      | Стара зграда „Електромонтаже“                            |                  |
| V   | 2018.  | 5. јул  | Отелотворење / Академија уметности Универзитета у Новом Саду | Док чекамо Годоа              | Краљевачко позориште                                     |                  |
| V   | 2018.  | 6. јул  | Пресек дијагонала                                            | Рибарске свађе                | Краљевачко позориште                                     |                  |
| V   | 2018.  | 7. јул  | Јој ево их ови                                               | Бетон махала                  | Краљевачко позориште                                     |                  |
|     |        |         |                                                              |                               |                                                          |                  |
| VI  | 2019.  | 1. јул  | Позориште Промена                                            | Три зиме                      | Краљевачко позориште                                     | Слобода          |
| VI  | 2019.  | 3. јул  | Центар Е8                                                    | Како ја ово сину да објасним? | Стара зграда „Електромонтаже“                            | Слобода          |
| VI  | 2019.  | 4. јул  | Факултет уметности Универзитета у Приштини                   | О владарима / Вилијам Шекспир | Стара зграда „Електромонтаже“                            | Слобода          |
| VI  | 2019.  | 5. јул  | Театар Гимназијалац Лебане                                   | Све је у реду                 | Краљевачко позориште                                     | Слобода          |
| VI  | 2019.  | 6. јул  | Позориште промена                                            |                               | Стара зграда „Електромонтаже“                            | Слобода          |
| VI  | 2019.  | 7. јул  | Позориште промена                                            | Живот провинцијских плејбоја  | Краљевачко позориште                                     | Слобода          |

## Добитници награда
- 2017. Растко Мићић, за улогу у представи Ноћ Хелвера[75]
- 2018. Милош Лазић[76]
- 2019. ансамбл представе Shakespeare tribute band / Shakespeare party[77]